# StarCraft II: Legacy of the Void
StarCraft II: Legacy of the Void (lub krócej StarCraft II) – samodzielny dodatek do strategii czasu rzeczywistego z elementami gry zręcznościowej, umieszczonej w realiach science fiction, opracowywany przez studio Blizzard Entertainment. Jest trzecią częścią trylogii StarCraft II po wydanym w 2010 roku Wings of Liberty i wydanym 2013 roku dodatku Heart of the Swarm. Został wydany na systemy operacyjne Microsoft Windows i Mac OS X. Oficjalna zapowiedź i prezentacja Legacy of the Void odbyła się podczas BlizzCon 2014, na którym ujawniono również, że zostanie on wydany jako samodzielna gra, nie wymagająca do instalacji oraz rozgrywki dwóch poprzednich części trylogii. Beta gry rozpoczęta 31 marca zakończyła się 2 listopada 2015 roku. Gra została wydana 10 listopada 2015 roku. Podczas BlizzCon 2017 ogłoszono, że StarCraft II częściowo będzie dostępny w modelu bezpłatnego dostępu, czyli free-to-play.
Akcja gry ma miejsce zaraz po wydarzeniach przedstawionych w StarCraft II: Heart of the Swarm. Skupia się na rasie protosów, gatunku o potężnych zdolnościach psionicznych i wysoce zaawansowanej technologii. Kampania składa się z około 20 misji, oscylujących głównie wokół postaci Hierarchy Artanisa, który jest głównym bohaterem trzeciego epizodu. Ponadto rozszerzenie zawiera nowe jednostki i wprowadziło wiele zmian do trybu wieloosobowego ze StarCrafta II.

## Fabuła

### Ustawienie, tło i zarys fabuły
Protosi umierali lub byli systematycznie tępieni już około wieku przed pierwszą wielką wojną. Następnie przez lata ponosili wiele krwawych porażek podczas kolejnych walk z zergami i terranami, i tak jest do chwili obecnej. Protosi giną jeden po drugim, a ich cywilizacja jest rozbita na wiele mniejszych frakcji, często walczących między sobą. Potrzebują więc bohatera, który spróbuje ponownie zjednoczyć podzielone i skłócone ze sobą plemiona i sekty protosów, żeby uchronić ich rasę przed zagładą.
Artanis, protoski bohater z wojny szczepów, który niedawno został okrzyknięty Hierarchą Daelaam (frakcja protosów składająca się z Khalaitów i Nerazimów utworzona na Shakuras), jest zmuszony szukać sposobu na ostateczne zjednoczenie swojej rasy. Na szczęście znalazł jedną rzecz, która może zmobilizować wszystkich protosów – rekultywacja upadłej planety Aiur. W tym momencie rusza budowa Złotej Armady, największej floty protosów jaka kiedykolwiek została stworzona. Za jej pomocą Artanis chce przeprowadzić misję odbicia Aiur oraz podjąć próbę zbudowania nowej cywilizacji protosów na gruzach starej.
Wiele lat temu podczas pierwszej wielkiej wojny ojczysta planeta protosów Aiur została opanowana przez krwiożerczy rój zergów i pozostawała pod jego kontrolą do chwili obecnej. Po niemal pięciu latach Hierarsze Artanisowi, przywódcy protosów nareszcie udaje się zgromadzić olbrzymią flotę zwaną Złotą Armadą i rozpoczyna przygotowania do odbicia Aiuru. Jednakże w chwili inwazji na planetę objawia się pradawne zło w postaci upadłego xel’naga Amona, który wypacza protosów, niszcząc więź określającą ich kulturę, Khalę. Stamtąd Amon rozpoczyna swój atak i uwalnia do galaktyki legiony hybryd oraz ujawnia swoje prawdziwe przeznaczenie. Z kolei Artanis i mała grupa zwolenników planują zrobić coś nieprawdopodobnego i odcinają wiązadła nerwowe, tym samym ostatecznie zrywając połączenie z Khalą. Następnie uciekają na pokładzie starożytnego statku, zwanym Włócznią Aduna.
W tym momencie rozpoczyna się podróż Artanisa, który musi ocalić swoich ludzi oraz budować nowe społeczeństwo protosów bez Khali, jednocząc – w Daelaam – zwaśnione frakcje Tal'darimów, Nerazimów czy Czyścicieli w celu odzyskania ojczystej planety i pokonania Amona, zanim pochłonie on wszelkie życie w galaktyce.
Z kolei Dominium Terran jest dość poważnie zdziesiątkowane, w wyniku czego Jim Raynor zamierza zostać na Korhalu w celu odbudowy tamtejszego społeczeństwa. Natomiast Kerrigan i jej rój zergów są zajęci poszukiwaniem Amona i jego złowrogich hybryd, dzięki czemu Artanis ma możliwość zjednoczenia rozbitych protoskich armii i powrócenie na Aiur w celu oswobodzenia planety z rąk zergów. Z kolei losy Zeratula były jak dotąd nie do końca znane, jednak gdy spotkał się z Kerrigan, przekazał jej część proroctwa. Nadchodząca ostateczna walka o przetrwanie pomiędzy trzema zjednoczonymi rasami a starożytnym złem, zdecyduje o dalszych losach Jima Raynora, Kerrigan, Zeratula i innych.
Protosi są główną rasą, której historia zostanie przedstawiona w Legacy of the Void. Jim Raynor i Sara Kerrigan również są częścią tej opowieści, natomiast głównym antagonistą jest Amon, upadły xel'naga oraz twórca hybryd zergów i protosów. Dyrektor ds. rozwoju franczyzy Chris Metzen porównał tę historię do filmu 300, gdzie niewielka siła angażuje się w konflikt z wielką potęgą w ostatnim rozpaczliwym starciu. Ponadto trzeci epizod ostatecznie kończy fabułę rozpoczętą w StarCraft i kontynuowaną w StarCraft II, a "wszystkie główne postacie doczekały się satysfakcjonującej konkluzji". Jednakże ze względu na status samodzielnego dodatku historia została napisana w taki sposób, aby ci, którzy nie grali w poprzednie części niczego nie stracili.

### Prolog „Whispers of Oblivion”
16 czerwca 2015 roku podczas targów E3 2015 Blizzard ogłosił wydanie prologu kampanii Legacy of the Void, zatytułowanego "Whispers of Oblivion" (pl. "Szepty o zagładzie"). Jest on pomostem pomiędzy wydarzeniami z Heart of the Swarm a drugim dodatkiem oraz składa się z 3 misji wprowadzających do fabuły LotV, oscylujących wokół Mrocznego Prałata Zeratula, chcącego odkryć ostatni element proroctwa xel'naga. Prolog został udostępniony za darmo wszystkim graczom przed premierą gry, a Ci którzy dokonali zamówienia przedpremierowego gry, otrzymali możliwość zagrania w niego ramach beta testów. Tego samego dnia został opublikowany również zwiastun prologu w serwisie YouTube, natomiast 15 lipca udostępniono jego zapowiedź. Prolog został udostępniony za darmo 6 października 2015 roku w ramach patcha oznaczonego numerem 3.0.0, mającego wprowadzić zmiany do Wings of Liberty i Heart of the Swarm przed premierą Legacy of the Void. Jest on dostępny dla wszystkich graczy, niezależnie od tego którą część trylogii posiadają.
Podczas panelu PC Gaming Show na E3 krótko opisano 3 misje. W pierwszej Zeratul poszukuje części proroctwa, które pozwoli mu zatrzymać Amona oraz musi uratować protoskich templariuszy, nad którymi eksperymentowano w terrańskiej bazie Moebiusa, zanim ta zostanie zniszczona przez zergi Kerrigan. W drugiej siły Zeratula atakują starożytną świątynię xel'naga na Atriusie, która jest broniona przez tal'darimów, protosów lojalnych wobec Amona. W trzeciej misji Zeratul będzie infiltrował Świątynię Erris, aby znaleźć ostatnią część proroctwa.

### Opis fabuły

#### Prolog „Whispers of Oblivion”
Jakiś czas po wydarzeniach z Heart of the Swarm, Mroczny Prałat Zeratul próbuje rozwikłać ostatni fragment proroctwa xel'naga, który wymaga od niego znalezienia miejsca zmartwychwstania Amona. Aby to odkryć, Zeratul udaje się do instalacji terran, gdzie kontaktuje się z nim Pretorka Talis, jeden z dowódców Artanisa. Talis wyjaśnia mu, że protosi są porywani a następnie poddawani eksperymentom przez terran oraz prosi Zeratula o pomoc. Po przybyciu na stację kontrolowaną przez terran, Zeratul spotyka Kerrigan i jej zergi, którzy starają się zniszczyć obiekt. Zeratul zostaje zmuszony do ścigania się z Kerrigan, aby uwolnić pojmanych protosów i dowiedzieć się, gdzie znajduje się miejsce zmartwychwstania Amona.
Po wykonaniu zadania Zeratul i Talis wyruszają na planetę Atrias, gdzie znajduje się świątynia xel'naga. Zanim Zeratul może wejść do świątyni, musi przebić się przez siły Tal'darimów, protosów fanatycznie lojalnych wobec Amona. Kieruje nimi Najwyższy Wódz Ma'lash, który komunikuje się z Amonem, aby otrzymać instrukcje. Zeratulowi udaje się pokonać Tal'darimów i wchodzi do świątyni. Wewnątrz musi ponownie przedrzeć się przez siły Tal'darimów i zniszczyć konstrukcję zwaną „Katalizatorem Pustki” (ang. Void Catalyst). Wygląda na to, że struktura pozwala Tal'darimom kontaktować się z Amonem i użyć jego energii do wzmocnienia ich pozycji. Po zniszczeniu Katalizatora Pustki, Mroczny Templariusz kontaktuje się z Tassadarem w formie duchowej, który instruuje Zeratula, aby odnalazł „Ogniwo” (ang. Keystone). Niedługo potem sam Amon próbuje zabić Zeratula, zawalając świątynię. Talis poświęca siebie oraz swoje siły, aby dać Zeratulowi wystarczająco dużo czasu, aby mógł uciec przed gniewem Amona. Po spełnieniu ostatniego fragmentu przepowiedni Zeratul wyrusza, aby ostrzec Artanisa o swoich odkryciach.

#### Legacy of the Void
Artanis dowodzi Złotą Armadą podczas inwazji na ich ojczyznę Aiur, opanowaną przez Zergów i porzuconą od czasu Wojny Rojów sześć lat wcześniej; Zeratul przybywa, aby ostrzec Artanisa przed powrotem Amona, ale inwazja nie zostaje przerwana. Amon budzi się na Aiur i przejmuje kontrolę nad większością rasy Protosów poprzez Khalę, telepatyczną więź, która łączy wszystkie emocje związane z frakcją Khalaitów i Templariuszy protosów. Tylko Zeratul i Nerazimowie, Mroczni Templariusze, pozostają nietknięci w wyniku ich rytualnego odcinania wiązadeł nerwowych, co zerwało ich połączenie z Khalą. Zeratul i Nerazimowie starają się, poprzez odcięcie wiązadeł nerwowych, uratować jak najwięcej protosów z Aiur, odpierając przy tym szczepy zergów Amona i opętanych protosów. W końcu Artanis poddaje się kontroli Amona i atakuje Zeratula, który próbuje odciąć wiązadła nerwowe Artanisa, nie raniąc go przy tym. W swoim ostatnim uderzeniu Zeratul ścina nerwy Artanisa, uwalniając go spod kontroli umysłu Amona, ale sam zostaje śmiertelnie ranny. Gdy Zeratul umiera po uderzeniu Artanisa, wzywa Hierarchę do walki z Amonem. Artanis udaje się na planetę Korhal, aby odzyskać Ogniwo xel'naga, artefakt wcześniej użyty do dezynfekcji Sary Kerrigan i uwolnienia jej spod kontroli Amona. Gdy Złota Armada znajduje się teraz pod kontrolą Amona, Artanis aktywuje ostatnią istniejącą Arkę protosów o nazwie Włócznia Aduna (ang. Spear of Adun), która służy jako jego statek dowodzenia podczas ewakuacji protosów, którzy wymknęli się spod kontroli upadłego xel'naga.
W międzyczasie siły Amona ze wszystkich trzech ras, wraz z hybrydami i istotami z Pustki, rozpoczynają wojnę, aby zgładzić całe życie z sektorze Koprulu. Gdy Artanis pojawia się na Korhalu trafia w sam środek bitwy terrańskiej między siłami Dominium a zbuntowaną Fundacją Moebiusa, która jest teraz pod kontrolą Amona. Protosi interweniują, pomagając Jimowi Raynorowi i cesarzowi Valerianowi Mengskowi w obronie planety przed Fundacją Moebiusa i jej hybrydami przed odzyskaniem artefaktu.
Po zabezpieczeniu Ogniwa Artanis podejmuje liczne misje mające na celu odbudowę sił protosów. Na Shakuras, ojczyźnie Mrocznych Templariuszy, przywrócono połączenie przesyłowe, łączące planetę z Aiur. W międzyczasie siły Amona zaczynają przytłaczać planetę. Po przybyciu na Shakuras, Artanis pomaga Matriarchini Vorazun, córce Raszagal, ewakuować resztę Nerazimów, zanim zniszczy planetę, aby pozbawić Amona kontroli nad nią. Artanis podróżuje również na planetę Glacius, ośrodek badawczy zajmujący się opracowywaniem zaawansowanej broni protosów. Protosi odkrywają i budzą eksperymentalnego Czyściciela z zastoju. Z kolei Artanis odkrywa, że w ciele maszyny Czyściciela znajduje się świadomość Feniksa, pretora z czasów inwazji zergów na Aiur.
Korzystając z danych z Ogniwa, Artanis zostaje skierowany do świata xel'naga Ulnar, przypominającego świątynię struktury wielkości planety ukrytej w szczelinie, która według protosów nie mogła utrzymać życia. Po dotarciu na wewnętrzny teren świątyni Artanis napotyka Kerrigan walczącą z hybrydą Amona. Artanis zawiera niechętnie sojusz z Kerrigan po tym, jak dowiaduje się, że ona również walczy z Amonem. Podczas dochodzenia Artanis i Kerrigan dowiadują się o pochodzeniu xel'naga. Szukając pomocy w wojnie, Artanis i Kerrigan znajdują martwych xel'naga, zabitych przez Amona i jego siły. Amon otwiera bramę do Pustki, a Kerrigan i Artanis zostają zaatakowani przez siły hybryd i widm z Pustki. Tymczasem Włócznia Aduna zostaje zinfiltrowana przez Alaraka, Pierwszego Wyniesionego Tal'darimów. Vorazun próbuje walczyć z Alarakiem, jednak ten twierdzi, że mają wspólnego wroga i że Hierarcha protosów jest w dużym niebezpieczeństwie. Vorazun wysyła siły protosów na współrzędne podane przez Alaraka, w wyniku czego Artanis i Kerrigan zostają uratowani na czas.
Alarak objawia Amona jako fałszywego proroka; Tal'darimowie wierzą, że ich wiara w Amona zostanie nagrodzona poprzez ich przemianę w hybrydy, którą Alarak uważa za kłamstwo. Szukając zemsty za zdradę Amona, Alarak ma propozycję dla Artanisa: Artanis pomoże mu obalić Najwyższego Wodza Ma'lasha jako przywódcę Tal'darimów, a Alarak przejmie kontrolę na Tal'darimami i pomoże Artanisowi, niszcząc szeregi Amona. Artanis niechętnie zgadza się i pomaga Alarakowi ukończyć tradycyjną walkę Tal'Darimów o nazwie Rak'Shir w celu obalenia Ma'lasha. Alarak ogłasza Tal'darimów wolnymi od kontroli Amona i poprzysięga zemstę na swoim byłym bogu.
Na prośbę Feniksa Artanis szuka pomocy u starożytnych Czyścicieli, pomimo obaw jego doradców. Na Cybros, obiekcie krążącym na orbicie leśnego świata Endion, Artanis odpierając fale Zergów Amona, stara się obudzić Czyścicieli, mechanicznych żołnierzy zaprogramowanych z zachowanymi umysłami legendarnych wojowników protosów. Stworzonych pr i ostatecznie Czyściciele zbuntowali się przeciwko swoim stwórcom. Po tym program Czyścicieli został zamknięty. Z pomocą Feniksa Artanis jest w stanie uśmierzyć ich gorycz i przekonać ich do połączenia swoich sił, stojąc ramię w ramię na równych prawach.
Wraz z nowo zjednoczonymi siłami protosów Artanis organizuje kolejną inwazję na Aiur, podczas gdy Złota Armada dokonuje zniszczenia w innych częściach sektora. Po zniszczeniu ciała gospodarza Amona, Artanisowi udaje się tymczasowo uwięzić świadomość Amona w Ogniwie. W wyniku tego protosi zostają tymczasowo uwolnieni spod kontroli umysłu Amona. Artanis wzywa ich do zerwania wiązadeł nerwowych w celu odłączenia się od Khali. Protosi na Aiur przecinają wiązadła nerwowe, a Amon zostaje wygnany do Pustki. Po odzyskaniu Aiur i zjednoczeniu wszystkich protosów pod sztandarem Daelaamów, protosi zaczynają odbudowywać swoje społeczeństwo, zapoczątkowując nową erę dobrobytu i pokoju na ich rodzinnej planecie.

#### Epilog „Into the Void”
Jakiś czas po klęsce Amona na Aiur, Kerrigan wysyła psioniczne wezwanie do Raynora i Artanisa, kierując ich z powrotem do Ulnar jako miejsca postoju dla inwazji na Pustkę w celu trwałego zakończenia zagrożenia ze strony Amona. Połączona armada terran, zergów protosów z powodzeniem przełamuje pierwszą linię obrony Amona, a Aleksiej Stukow, były wiceadmirał z Dyrektoriatu Zjednoczonej Ziemi, zabija wskrzeszonego Durana/Naruda, który sam okazał się być xel'naga. Był to odwet za Durana zabijającego Stukova na Braxis podczas Wojny Rojów. Następnie Artanis, Kerrigan i Raynor uwalniają uwięzionego xel'naga o imieniu Ouros. Po ujawnieniu się Ourosa trzej bohaterowie dowiadują się, że to on używał oblicza Tassadara, aby ich poprowadzić w celu utrzymania Nieskończonego Cyklu i zabicia Amona. W tym momencie tylko Kerrigan jest w stanie przetrwać wyniesienie i pokonać Amona. Po połączeniu się z esencją Ourosa, Kerrigan staje się xel'naga. Z pomocą sojuszników Kerrigan zabija Amona, nakazując pozostałym armiom ucieczkę, gdyż jej ostateczny atak wywołuje psychiczną reakcję w Pustce.
Dwa lata po zwycięstwie Kerrigan nad Amonem, imperator Valerian Mengsk i admirał Matthew Horner wprowadzili Dominium Terran w erę pokoju i dobrobytu. Postępują negocjacje ze zjednoczonymi protosami, a obie rasy żyją w pokoju. Raynor ponownie spotyka się z Kerrigan, która pojawia się w ludzkiej postaci i razem opuszczają Marę Sarę. Raynor zostawia swoją odznakę, odkładając na bok ostatni fragment swojej niespokojnej przeszłości i nigdy więcej nikt go nie widzi. Tymczasem Alarak odmówił przyjęcia stałego sojuszu z Daelaamami, ale pozwala każdemu z Tal'darimów na dołączenie do nich przed odejściem i poszukiwaniem nowej ojczyzny. Zergi, teraz pod przywództwem nowej królowej Zagary, agresywnie odzyskują Char i lokalne systemy jako nową ojczyznę. W miarę jak pokój zostaje utrzymany, na jałowych i spustoszonych światach w sektorze Koprulu nieoczekiwanie rozkwita życie.

#### PoLegacy of the Void
Kilka lat po wydarzeniach w Legacy of the Void, Dominium Terran pod przewodnictwem Imperatora Valeriana Mengska próbuje podnieść się po wojnie domowej i atakach zergów, które spustoszyły cywilizację ludzi. Jest ono rozerwane wewnętrznymi konfliktami. Ludzie po konfliktach z siłami zarówno zewnętrznymi, jak i wewnętrznymi, pragną pokoju. Jednakże muszą o niego walczyć i robią to na różne sposoby. Jedni chcą się zbroić i upewnić się, że są gotowi do ewentualnej inwazji obcych, zaś inni pod przewodnictwem Valeriana chcą spokojnego, egalitarnego rządu. Valerian jest dużo lepszym i sprawiedliwszym władcą niż jego ojciec, ponieważ wierzy w wolność, równość i braterstwo. W wyniku tego daje poddanym wiele swobód obywatelskich oraz chce, aby prasa była wolna.
Jednak niesie to ze sobą konsekwencje, ponieważ wrogowie Valeriana wykorzystują te swobody do otwartych rozmów na temat jego słabości jako przywódcy. Krytyka uderza w niego mocniej niż przewidywał i staje się to dla niego walką o zasadność jego panowania; zarówno Valerian, jak i jego rząd chce być progresywny i sprawiedliwy. Ponadto Mengsk zaczyna się martwić, że jego wrogowie nie tylko wypowiadają się przeciwko niemu, ale tworzą także tajne sojusze za jego plecami. Najważniejszym z nich jest ugrupowanie separatystyczne zwane "Obrońcami Ludzkości" (ang. "Defenders of Man"), które publicznie spiera się o bezpieczeństwo ludzkości i z czasem zyskuje na popularności, a coraz więcej ludzi przechodzi na ich stronę i słucha ich wiadomości.
Jednakże za kulisami dzieje się coś jeszcze. Nova nagle budzi się w obiekcie należącym do Obrońców ludu. Nie pamięta, jak się tam znalazła i nie wie, co się dzieje. I to jest głównym problemem zarówno dla niej, jak i Dominium. Dominium potraktowało zaginięcie swojego najlepszego Ducha jako sprawę najwyższej wagi. Imperium chce wiedzieć więcej o Obrońcach Ludzkości, a Nova musi odkryć, co się z nią stało.

### Materiały filmowe
Podczas BlizzConu 2014 zaprezentowano pierwszy 2-minutowy zwiastun o nazwie "Zapomnienie" (ang. Oblivion), ukazujący Artanisa zamierzającego odbić Aiur z rąk zergów oraz prowadzącego swoje wojska przeciwko Amonowi.
Z kolei podczas finału 3 sezonu World Championship Series 2015 światło dzienne ujrzało ponad 3-minutowe intro Legacy of the Void. Ukazuje ono jednookiego zealota prowadzącego grupę wojowników przeciwko zergom w celu powrotu na Aiur. Stwierdził on, że dzięki khali nie mogą przegrać. Po zażartej walce gdy grupa protosów jest bliska przegranej, na pole bitwy udaje się przesłać główne siły.
25 września 2015 zaprezentowano ponad 5-minutową animację pt. "Odzyskanie" (ang. Reclamation). Ukazuje on rozmowę pomiędzy Artanisem i Kaldalisem na asteroidzie krążącej wokół Aiur. Odzyskanie ojczyzny protosów ma odbyć się następnego dnia, natomiast hierarcha ma wątpliwości, czy powinien posyłać na śmierć wielu swoich pobratymców w celu odzyskania symbolu starej cywilizacji, który utracili z powodu własnego krytycznego błędu, jakim była niezgoda. Kaldalis odpowiada, że odzyskanie Aiur jest tego warte, aby wszyscy protosi mieli swój świat. Artanis zmienia swoje nastawienie i obaj wracają do Złotej Armady.
6 listopada 2015 podczas BlizzCon 2015 zaprezentowano niemal 3-minutowy premierowy zwiastun o nazwie "Legacy", w którym Jim Raynor, Sara Kerrigan i Artanis w zmagają się z głównym antagonistą drugiej części Starcrafta, Amonem oraz jego sługami.

### Obsada
| Postać                               | Angielska wersja       | Polska wersja        |
| ------------------------------------ | ---------------------- | -------------------- |
| Hierarcha Artanis                    | Patrick Seitz          | Robert Jarociński    |
| Mroczny Prałat Zeratul               | Fred Tatasciore        | Sławomir Orzechowski |
| Rory Swann                           | Fred Tatasciore        | Mirosław Zbrojewicz  |
| Sukcesorka Rohana                    | Claudia Christian      | Agnieszka Matysiak   |
| Fazmator Karax                       | Travis Willingham      | Krzysztof Cybiński   |
| Matriarchini Vorazun                 | Rachel Robinson        | Olga Bończyk         |
| Fenix / Talandar                     | Marc Graue             | Janusz German        |
| Pierwszy Wyniesiony Alarak           | John de Lancie         | Tomasz Traczyński    |
| Królowa Ostrzy Sarah Louise Kerrigan | Tricia Helfer          | Anna Gajewska        |
| James Eugene „Jim” Raynor            | Robert Clotworthy      | Krzysztof Banaszyk   |
| Matthew „Matt” Horner                | Brian Bloom            |                      |
| Imperator Valerian Mengsk            | Josh Keaton            | Sebastian Cybulski   |
| November Annabella „Nova” Terra      | Grey DeLisle           | Milena Suszyńska     |
| Egzekutorka Selendis                 | Cree Summers           |                      |
| Urun                                 | Jonathan Cook          |                      |
| Pretor Talis                         | Mary Elizabeth McGlynn | Beata Kowalska       |
| Amon                                 | Rick D. Wasserman      | Piotr Bąk            |
| Matka Roju Zagara                    | Nika Futterman         | Brygida Turowska     |
| Alexei Stukov                        | Victor Brandt          | Jan Kulczycki        |
| Tassadar / Ouros                     | Michael Dorn           |                      |

## Rozgrywka

### Gra jednoosobowa
Legacy of the Void zawiera kampanię jednoosobową, składającą się z 22 misji, z czego 19 skupia się na historii protosów, a trzy na wszystkich rasach w ramach epilogu. W późniejszym czasie potwierdzono, że gra będzie zawierała podobną ilość misji co pierwszy dodatek. Część z nich to tzw. "misje instalacyjne", gdzie gracz dostaje pod kontrolę grupę wojowników do wykonania poszczególnych zadań. Jest również możliwość przechodzenia misji na poziomie brutalnym, który będzie trudniejszy niż ten z Wings of Liberty i Heart of the Swarm. Gra zawiera prolog przedstawiony w podobny sposób jak w poprzednich grach.
Podobnie jak w poprzednie części, które koncentrują się kolejno na Jimie Raynorze i Sarze Kerrigan, trzeci epizod jest skupiony na Hierarsze Artanisie jako głównym bohaterze. Początkowo we wczesnych zapowiedziach miał nim być Mroczny Prałat Zeratul, jednak w 2014 roku zdecydowano, że to Artanis będzie centralną postacią, ponieważ był w lepszej pozycji do reprezentowania rasy protosów jako całości. Zeratul nadal odgrywa ważną rolę w drugim dodatku, walcząc u boku dowódcy protosów oraz służąc jako postać mentora w fabule gry (podobnie jak Obi-Wan Kenobi w Gwiezdnych wojnach). Zapowiedziano również, że Artanis prawdopodobnie będzie mógł być sterowany w formie jednostki podczas kampanii.
Artanis podczas kampanii podróżuje na pokładzie pradawnej arki zwanej Włócznią Aduna, będącą okrętem flagowym, skarbcem wiedzy oraz bazą wypadową dla protoskich wojowników. Statek co prawda nie był wykorzystywany przez ostatnie 100 lat i wymaga modernizacji, ale podczas misji gracze będą mogą skorzystać z jego potężnego uzbrojenia. Wśród umiejętności okrętu znajduje się m.in. natychmiastowe postawienie pylonu wraz z 4 jednostkami, salwa z nieba w wybrane cele, zadająca ogromne obrażenia czy pasywne przyspieszenie budowy struktur i jednostek o 20%. Ponadto na arce Artanis może wchodzić w interakcje m.in. z fazmatorem Karaxem (specjalistą od uzbrojenia) lub sukcesorką Rohaną, protoską zajmującą się ochroną i przekazywaniem wspomnień przyszłym pokoleniom.
Początkowo kampania Legacy of the Void miała opierać się na dyplomacji pomiędzy skłóconymi frakcjami protosów. Gracz miał mieć możliwość pracy z różnymi plemionami i sektami protosów, m.in. pomagając liderom niektórych frakcji, które są wrogo nastawione do innych (w wyniku współpracy z plemionami, które przejdą na stronę gracza, inne w tym samym czasie mogły stać się wrogie w stosunku do gracza). Tym samym korzystanie z jednostek sojuszniczych frakcji mogło wykluczać stosowanie tych pochodzących od plemion wrogo nastawionych do gracza. Ponadto w wyniku obranej drogi dyplomacji jedna lub więcej frakcji miała zostać wyłączona z części kampanii. Ostatecznym celem kampanii miało być zjednoczenie plemion w sprawną i zunifikowaną siłę, która będzie mogła zapewnić przetrwanie rasie protosów w przyszłości.
W grze pojawiła się również funkcja wyboru ulepszeń dla jednostek dokonywana w radzie wojennej, znajdującej się na pokładzie Włóczni Aduna i pełniącej podobną rolę co zbrojownia u terran czy komora ewolucyjna u zergów w poprzednich epizodach. Jednak w porównaniu do nich ulepszenia dla jednostek i budynków protosów w Legacy of the Void nie są ostateczne i będzie możliwość ich zmiany pomiędzy misjami. Kolejne modyfikacje dla jednostek będą odblokowywane po ukończeniu kolejnych misji. Przykładowo zealot móże atakować za pomocą zdolności "wir" lub ogłuszać podczas szarży, z kolei stalker może korzystać z niewidzialności lub posiadać zwiększoną żywotność. Ponadto jest możliwość udoskonalenia stalkera do postaci przypominającej klasycznych dragoonów z oryginalnego StarCrafta. Ulepszenia jednostek można wybierać pomiędzy czterema „kastami” protosów. W kampanii pojawiły się także klasyczne jednostki protosów znane ze StarCraft: Brood War, m.in. arbiter, corsair, reaver, scout oraz dragoon.
Dustin Browder stwierdził, że kampania protosów musi mieć swój bardzo specyficzny klimat, jak było to w przypadku Wings of Liberty i Heart of the Swarm. Przykładowo w drugim epizodzie "moc Kerrigan była na tyle potężna, że mogła stanowić więcej niż połowę siły swojej armii i można było tylko nią przejść niektóre misje". Browder uważał, że w Legacy of the Void nie może powtórzyć się sytuacja, że "jeden wojownik protosów będzie niszczył całe armie" i dodał, że "Zeratul mógłby być wyjątkiem, ale w tym przypadku powinny być misje oparte np. na ukrywaniu się. Zabij dowódcę i wymknij się". Moc protosów ma pochodzić od protosów jako całości, a nie skupiać się wyłącznie w jednostce.
Gracz może wybrać kolejność odwiedzanych planet w sposób podobny do poprzednich gier, natomiast cele bonusowe będą mogły zostać zakończone podczas misji. Podczas kampanii gracz odwiedza takie lokalizacje jak Korhal, będący stołeczną planetą Dominium Terran czy Shakuras, dom mrocznych templariuszy. Zasygnalizowano również, że w trzecim epizodzie pojawi się Nova, duch w służbie Dominium Terran oraz hybrydy, które odegrają "kluczową rolę". Zasugerowano również, że w kampanii zostanie ujawnione przeznaczenie Tassadara, bohatera protosów z czasów wielkiej wojny.
Gra ma ponad trzydzieści przerywników w czasie rzeczywistym oraz posiada więcej misji jednoosobowych i przerywników niż Wings of Liberty lub Heart of the Swarm. Deweloperzy wspomnieli także o wprowadzeniu easter eggów do gry. W grze znajduje się także epilog obejmujący losy terran, zergów i protosów.

### Gra wieloosobowa
Na BlizzConie 2014 oficjalnie ujawniono siedem nowych jednostek dla trybu wieloosobowego (wśród nich znalazły się m.in. cyclone, disruptor czy lurker ze StarCrafta) oraz zaprezentowano zmiany dotyczące tych istniejących (m.in. zdolność "skoku taktycznego" u krążownika czy "wypuszczenie przechwytywaczy" u lotniskowca). Blizzard zastrzegł jednak, że wszystkie nowe jednostki i zdolności nie są ostateczne i mogą być w każdym momencie usunięte przed lub w trakcie beta testów gry. Ostatecznie do gry wieloosobowej dodano sześć nowych jednostek, po dwie dla każdej rasy.
W Legacy of the Void zostały wprowadzone nowe mapy do rozgrywki wieloosobowej, spośród których wiele będzie wykonanych w stylu i tematyce protosów. Blizzard chciał również osiągnąć większą różnorodność map w porównaniu do poprzednich części, zwłaszcza w zakresie tych nastawionych na szybki szturm w stosunku do map stworzonych z naciskiem na makrozarządzanie.
Wśród nowości znalazły się również nowe tryby kooperacyjne, mające na celu urozmaicenie rozgrywki wieloosobowej. Jednym z nich jest "Tryb Archonta" (ang. Archon Mode), gdzie dwóch graczy współpracuje ze sobą i jednocześnie kontroluje tę samą bazę i zasoby, walcząc 1na1 z pojedynczym przeciwnikiem lub dwoma, którzy również kontrolują jedną bazę. Tryb Archonta wymaga większej współpracy w drużynie i kładzie nacisk na konieczność opracowania strategii jeszcze przed rozpoczęciem meczu. Dlatego też jest on zarezerwowany dla wcześniej utworzonych drużyn.
Kolejnym trybem kooperacyjnym będą "misje w trybie współpracy", wcześniej znane jako "Sprzymierzeni Dowódcy" (ang. Allied Commanders), w których gracze będą kontrolować jednego z sześciu znanych dowódców z uniwersum StarCrafta i razem z innymi graczami wykonywać konkretne zadania i misje, ulepszając w ich trakcie umiejętności postaci. Wśród bohaterów znajdą się m.in. Raynor, Kerrigan czy Artanis, którzy będą dysponować możliwością przyzywania jednostek lub będą walczyć na własną rękę dzięki potężnym umiejętnościom. Każdy dowódca wyróżnia się własnym stylem gry i zdolnościami na polu walki. Gra dowódcami zergów polega na ich kontrolowaniu, terranie wykorzystują swoje machiny wojenne do walki, natomiast protosi wyprowadzają ataki z orbity za pomocą Włóczni Aduna. Misje będą wybierane losowo podczas każdej rozgrywki, a sztuczna inteligencja dostosuje strategię i wykorzysta inną taktykę nawet po ukończeniu danej misji. Gra będzie również dostosowywać poziom trudności do preferencji graczy.
Kolejną nowością są codzienne zautomatyzowane turnieje, o których wspomniał David Kim podczas sesji Q&A w serwisie Reddit w marcu 2014. Odbywają się w dwóch formatach, trzech rund i sześciu rund. Format trzyrundowy, który najczęściej pojawia się w systemie pucharowym. Rozgrywki odbywają się co dwie godziny. Z kolei format sześciorundowy rozpoczyna się od trzech rund w fazie grupowej do dwóch przegranych, po których następują trzy rundy w systemie pucharowym do jednej przegranej. Blizzard wprowadził regulaminowy czas 30 minut (25 min na mecz i 5 min przerwy) dla każdej rundy w zautomatyzowanym turnieju, aby zapobiec ciągnącym się godzinami meczom pomiędzy dwoma graczami. Po upływie tego czasu zwycięzcą zostanie gracz, który zdobędzie więcej punktów doświadczenia. Faza grupowa składa się z czterech grup po czterech graczy, którzy będą walczyć między sobą o najwyższe miejsce i najlepsze rozstawienie w fazie pucharowej. Turnieje będą odbywały się dwa razy dziennie w każdy piątek, sobotę i niedzielę. W zautomatyzowanych turniejach został wprowadzony również meczowy system dobierania graczy, aby gra była sprawiedliwa dla uczestników na wszystkich poziomach umiejętności.
Blizzard zapowiedział również zmiany w zarządzaniu armią, podstawach rozgrywki oraz zmiany istniejących jednostek i elementów mechaniki, aby wprowadzić do rozgrywek wieloosobowych więcej akcji (w celu zmniejszenia pasywności podczas gry) i więcej możliwości nękania przeciwników, a także zachęcić graczy do bardziej ofensywnej gry. Jednak priorytetem deweloperów jest zwiększenie znaczenia mikrozarządzania wśród graczy. Ponadto zostały poprawione słabiej zaprojektowane jednostki/zdolności. Z kolei zmiany w mechanice rozgrywki obejmują zmniejszenie ilości minerałów i wespanu (o 50% względem Heart of the Swarm) w celu tworzenia nowych ekspansji i agresywniejszej gry. Natomiast początkowa liczba jednostek robotniczych wzrosła z 6 do 12, a zaopatrzenie zapewniane przez centra dowodzenia, nexusy i wylęgarnie zostało odpowiednio wyskalowane. Ulepszenia jednostek mechanicznych i latających zostały rozdzielone w celu przywrócenia możliwości wyboru, którą technologię ulepszyć. Dzięki zmianom gra wieloosobowa w LotV ma dawać poczucie ciągłej walki.
Z kolei prędkość gry została zmniejszona i dostosowana do czasu rzeczywistego. Będzie miało to wpływ na wartości określające szybkość ataku, szybkość poruszania się, czas odnawiania zdolności, czas opracowywania ulepszeń, tworzenia jednostek oraz budowli. Jest to zmiana dotycząca głównie graczy profesjonalnych, ponieważ to oni najczęściej prosili o jej wprowadzenie. Natomiast na początku meczów wieloosobowych wszystkie (możliwe) pozycje wroga na mapie będą zaznaczone czerwonym kółkiem, które zniknie po 25 sekundach. Na początku marca 2015 r. Blizzard zapowiedział również korekty w rankingu po wydaniu dodatku Legacy of the Void w celu zapewnienia większej dokładności systemu rankingowego oraz jego większą przejrzystość dla nowych graczy. Producent Chris Sigaty zapowiedział również tutoriale dla wszystkich trzech ras, aby pomóc graczom grać każdą z nich.

## Produkcja

### Produkcja gry

#### Preprodukcja
Produkcja StarCraft II została ogłoszona w dniu 19 maja 2007 roku na Blizzard Worldwide Invitational w Seulu, w Korei Południowej. W czerwcu 2008 roku na Blizzard Worldwide Invitational, wiceprezes wykonawczy Blizzarda Rob Pardo powiedział, że StarCraft II zostanie wydany jako trylogia gier, począwszy od Wings of Liberty, skupiającej się na terranach, a następnie powstaną: Heart of the Swarm, oscylujący wokół zergów i wreszcie Legacy of the Void, poświęcony protosom. Następnie przez kilka lat nie pojawiały się informacje na temat produkcji części trzeciej. Dopiero w 2011 roku główny producent StarCrafta II Chris Sigaty wyraził obawy, czy w dodatku do trybu wieloosobowego zostaną dodane nowe jednostki, jak było to w przypadku Heart of the Swarm, a nawet jeśli zostaną wprowadzone to prawdopodobnie cześć obecnych zostanie usunięta. W lutym 2013 roku ujawniono, że głównym scenarzystą dodatku został pisarz i starszy producent historii, James Waugh, autor różnych opowieści z serii StarCraft i z serii Warcraft.

#### 2013
Oficjalnie produkcja Legacy of the Void rozpoczęła się ok. połowy marca 2013 roku, kiedy zbliżała się premiera pierwszego dodatku; pracowano wówczas nad tworzeniem historii, skryptów oraz misji. Jak podano na BlizzCon 2014 historia była pierwszym punktem rozwoju gry, żeby rozgrywka była jak najlepiej zespolona z poprzednimi tytułami. Pracowali nad nią w okresie kilku miesięcy scenarzysta James Waugh, wiceprezes Chris Metzen, dyrektor artystyczny Samwise Didier, projektanci poziomów Jason Huck i Matt Morris, artyści Allen Dilling i Justin Thavirat oraz dyrektor gry Dustin Browder. 12 marca 2013 roku producent Heart of the Swarm Tony Hsu w wywiadzie dla serwisu T3 powiedział, że "mają już podstawy do historii oraz początkowe zarysy kilku misji" oraz dodał, że "zastanawiają się, co mogliby z tego zrobić". Natomiast dyrektor gry StarCraft II Dustin Browder stwierdził, że "na pewno będą robić wszystko, żeby zmniejszyć czas oczekiwania na dodatek", zauważając jednak, że "szybkie i efektowne opracowanie gry nie jest tradycyjnie czymś dobrym". Ujawnił również, że wówczas nad dodatkiem pracowało 80 pracowników Blizzarda, odpowiedzialnych za tworzenie gry oraz setki testerów i osób od przerywników filmowych i innych elementów produkcji. Z kolei przed latem 2013 członkowie zespołu deweloperskiego "Team 4", którzy pracowali nad "Project Titan", zostali przeniesieni do produkcji Legacy.
12 sierpnia 2013 roku, aktor głosowy Robert Clotworthy ujawnił, że scenariusz Legacy of the Void i wiele przerywników zostało już ukończonych, a duża liczba aktorów była w studiu nagraniowym i pracowała nad nimi. W listopadzie 2013 roku, Dustin Browder stwierdził, że "jest zadowolony z powstałej historii, ale czuje, że misje i mechanika kampanii potrzebuje jeszcze pracy", aby było "czuć", że są to misje protosów. Jego zamierzeniem było stworzenie wyraźnej historii protosów, będącej częścią trylogii, jednak z założeniem, że koncentruje się ona głównie wokół tej rasy j jej tradycji. Ponadto chciał stworzyć ostateczny scenariusz, od którego będzie czuć grozę Amona. Natomiast poprzez kulturę Khali gracz miał poznawać w grze motywy kolektywizmu i indywidualności. Z kolei cała fantazja LotV miała opowiadać o protosach, którzy powrócili do głosu, na jedną ostateczną bitwę. Pod koniec 2013 w serwisie Reddit pojawiły się głosy wśród graczy, że deweloper nie zamierza wprowadzić nowych jednostek wraz z dodatkiem. Jednakże menadżer społeczności SCII Kevin "Cloaken" Johnson uciął te spekulacje stwierdzając, że kierunek "żadnych nowych jednostek" nigdy nie był brany pod uwagę czy nawet kiedykolwiek rozważany, a nowe jednostki zostaną dodane do gry, tak jak było to w pierwszym dodatku.

#### 2014
6 lutego 2014 roku podczas konferencji ze sprawozdania finansowego Activision Blizzard za rok 2013, Michael Morhaime poinformował, że firma nadal "ciężko pracuje" nad Legacy of the Void. Dzień później aktorka Tricia Helfer poinformowała na Facebooku, że zakończyła swoją pracę nad głosem dla Sarah Kerrigan. 28 lutego 2014 artysta Phill Gonzales potwierdził zaawansowane prace nad filmikami z gry. 12 marca 2014 w serwisie Reddit odbyła się trzygodzinna sesja pytań i odpowiedzi z projektantem balansu gier Davidem Kimem i menadżerem społeczności Randym Jordanem, którzy odpowiadali na pytania dotyczące m.in. pracy nad LotV. Wówczas Kim na pytanie czy są planowane zmiany na dużą skalę, stwierdził, że są omawiane i wypróbowywane możliwości zmian we wszystkich aspektach rozgrywki (w tym m.in. zmiany w statystykach zdolności, wykorzystanie jednostek usuniętych z gry czy dodanie nowych zdolności tym istniejącym).
17 kwietnia 2014 r. menadżer społeczności Kapeselus podał, że zespół pracujący nad Legacy of the Void skupiał się wówczas głównie na produkcji gry Heroes of the Storm. Natomiast prace nad dodatkiem prowadziła mniejsza grupa twórców. Na gamescom 2014 starszy producent gier Kaeo Milker w wywiadzie dla gamona.de wypowiedział się na temat trzeciej części StarCrafta II. Powiedział, że nad jego produkcją czuwa wew. zespół deweloperski Blizzarda o nazwie "Team 1", który został podzielony na trzy mniejsze grupy jednocześnie pracujące nad Heroes of the Storm, Legacy of the Void oraz patchami i nowymi funkcjami do SCII. Milker stwierdził, że "zespół znacznie powiększył się w celu produkcji dwóch gier w tym samym czasie". Pod koniec sierpnia 2014 menedżer społeczności David "Psione" Ortiz zachęcał do dyskusji i do dzielenia się swoimi przemyśleniami na temat dodatku.
W dniach 29 października oraz 3, 5 i 6 listopada w serwisie Twitter i SoundCloud publikowano posty z przesłaniem "Do zobaczenia na BlizzCon" (ang. "See you at BlizzCon"), które były zapowiedzią wydarzenia związanego ze StarCraftem. 7 listopada 2014 roku podczas ceremonii otwarcia konferencji BlizzCon Dustin Browder zapowiedział drugi dodatek Legacy of the Void, a podczas jego wystąpienia został zaprezentowany trailer "Oblivion" i wspomniano również, że pojawi się jako samodzielny produkt (standalone). W czasie zapowiedzi dodatku uruchomiono oficjalną stronę Legacy of the Void na stronie społecznościowej Battle.net. Następnie odbył się ponad 40-minutowy panel dotyczący kampanii, w którym udział wzięli James Waugh, Jason Huck, Allen Dilling, Justin Thavirat i Matt Morris. Podczas panelu wspomniano, że początkowo zastanawiano się nad wprowadzeniem bohaterów z "The Dark Templar Saga", jednak zrezygnowano z tego pomysłu. Podano również, że artyści pracujący na trzecim epizodem nie brali udziału w pracach nad Heart of the Swarm. Z kolei kampania w tym okresie nadal była dopracowywana. Drugiego dnia imprezy odbył się panel dotyczący trybu wieloosobowego, podczas którego przedstawiono nowe jednostki i zdolności, zmiany u istniejących jednostek oraz nowe tryby gry. Wzięli w nim udział projektanci gry David Kim, David Sum i Aron Kirkpatrick. Podczas BlizzConu była również możliwość zagrania w Legacy of the Void (dostępny był m.in. nowy Archon Mode).
W grudniu 2014 serwis sclegacy.com opublikował na YouTube wywiad ze scenarzystą Jamesem Waughem z BlizzConu. Waugh stwierdził, że historia dotyczy głównie protosów oraz kontynuuje wątki z poprzednich gier, natomiast tematycznie opiera się wokół idei rasy, potrzebującej zmiany odnośnie do sposobu myślenia, który łączył protosów w dawnych czasach. Ponadto powiedział, że wyzwaniem dla scenarzystów było to, że protosi nie posiadają takiej samej natury i mowy ciała jak u człowieka. W tym celu oglądali odcinki serialu Ostry dyżur, aby spróbować odwzorować zachowanie (przede wszystkim ruch oczu) u postaci protoskich.

#### 2015
6 marca 2015 roku na PAX East stwierdzono, że historia w Legacy of the Void ma uchwycić tragizm wojny i ma być zachowana w mrocznym tonie. Na początku kwietnia na Gamers Assembly 2015 przeprowadzono wywiad z projektantem Davidem Kimem, który odpowiadał na pytania dotyczące rozwoju LotV.
23 kwietnia 2015 Blizzard zapowiedział swoją obecność na targach gamescom 2015, podczas których będzie możliwość zagrania w trzeci epizod. Do czerwca 2015 roku zakończono balansowanie trybu brutalnego kampanii. 12 czerwca 2015 Blizzard ogłosił pojawienie się LotV na E3 2015, podczas którego na panelu PC Gaming Show w dniu 16 czerwca został zapowiedziany darmowy prolog do gry o nazwie "Whispers of Oblivion" oraz zaprezentowano jego zwiastun. W wywiadzie z producentem Timem Mortenem i artystą Jessem Brophym dla serwisu GamesBeat podczas E3 ujawniono, że cały wątek fabularny gry został stworzony przez wiceprezesa Chrisa Metzena, a jedną z głównych inspiracji do napisania go był film Siedmiu samurajów.
15 lipca 2015 rozpoczęto przedsprzedaż dodatku i ogłoszono, że będzie dostępny w trzech edycjach – standardowej, deluxe i kolekcjonerskiej oraz zaprezentowano zapowiedź prologu. Podano również, że gra ukaże się w zimie 2015/2016 (przed 30 marca 2016), jednak 4 sierpnia podczas sprawozdanie finansowego Activision Blizzard zapowiedziano, że LotV pojawi się jeszcze w 2015 roku. Dzień później podczas konferencji Blizzarda na gamescom 2015 zaprezentowano tryb "Sprzymierzeni dowódcy". 29 lipca w wywiadzie dla serwisu ChinaJoy artysta Jesse Brophy stwierdził, że zespół deweloperski nadal będzie wspierał LotV po premierze, fabuła będzie kontynuowana (ale jeszcze nie wiadomo w jakiej formie), a "Tryb Archonta" będzie głównym trybem gry.
1 września 2015 roku Blizzard zapowiedział na 13 września prezentację filmu wprowadzającego oraz ujawnienie daty premiery Legacy Of The Void. 13 września podczas finału 3 sezonu StarCraft II World Championship Series w Krakowie główny producent Chris Sigaty i projektant Jason Huck oficjalnie zaprezentowali intro trzeciego epizodu, na końcu którego pojawiła się data premiery gry, przypadająca na 10 listopada 2015 roku. 25 września 2015 opublikowano krótki prequel pt. "Reclamation", będący animacją zrealizowaną w technice CGI. 26 września serwis PCGames N przeprowadził wywiad z głównym projektantem Jasonem Huckiem, odpowiadającym za kampanię dla jednego gracza. Stwierdził, że LotV będzie trudniejsze niż drugi epizod gry, ale nie trudniejsze (lub porównywalne) od części pierwszej. Dodał również, że gracze "podobnie jak w dwóch poprzednich rozdziałach, będą mogli dostosować swoje siły do kampanii". Według niego gra jednoosobowa była wówczas w fazie usuwania błędów i szlifowana jej do standardów Blizzarda, natomiast zespół od gry wieloosobowej nadal ciężko pracował.
Na początku października 2015 producent Tim Morten w wywiadzie dla VentureBeat wyraził nadzieję, że zakończenie trzeciego epizodu usatysfakcjonuje graczy StarCrafta II. Od 2 października do 4 listopada opublikowano pięć krótkich opowiadań przygotowujących do gry. Z kolei 13 października Blizzard ogłosił wydanie darmowego cyfrowego komiksu-prequelu o Artanisie pt. Artanis: Sacrifice, napisanego przez Matta Burnsa i Jamesa Waugha oraz zilustrowanego przez Edouarda Guitona i Emanuela Tenderini. Został wydany 20 października 2015 roku. 16 października 2015 w aplikacji Battle.net rozpoczęto przedpremierowe pobieranie Legacy of the Void, mające na celu umożliwienie graczom rozpoczęcie gry w momencie jej udostępnienia. Dane do pobrania wynosiły około 5 GB, a w ich skład wchodziły modele, tekstury, pliki graficzne i pozostała ukończona zawartość. 2 listopada zaprezentowano część wprowadzonych zmian graficznych na mapach w trybie dowolnym i wieloosobowym, zarówno nowych, jak i tych znanych z dwóch poprzednich epizodów. Tego samego dnia w ramach przygotowań do premiery LotV deweloper uruchomił dla graczy z Australii i Nowej Zelandii lokalne serwery ANZ (hostowane w Sydney), które łatwiej będą komunikować się z serwerami w Ameryce.

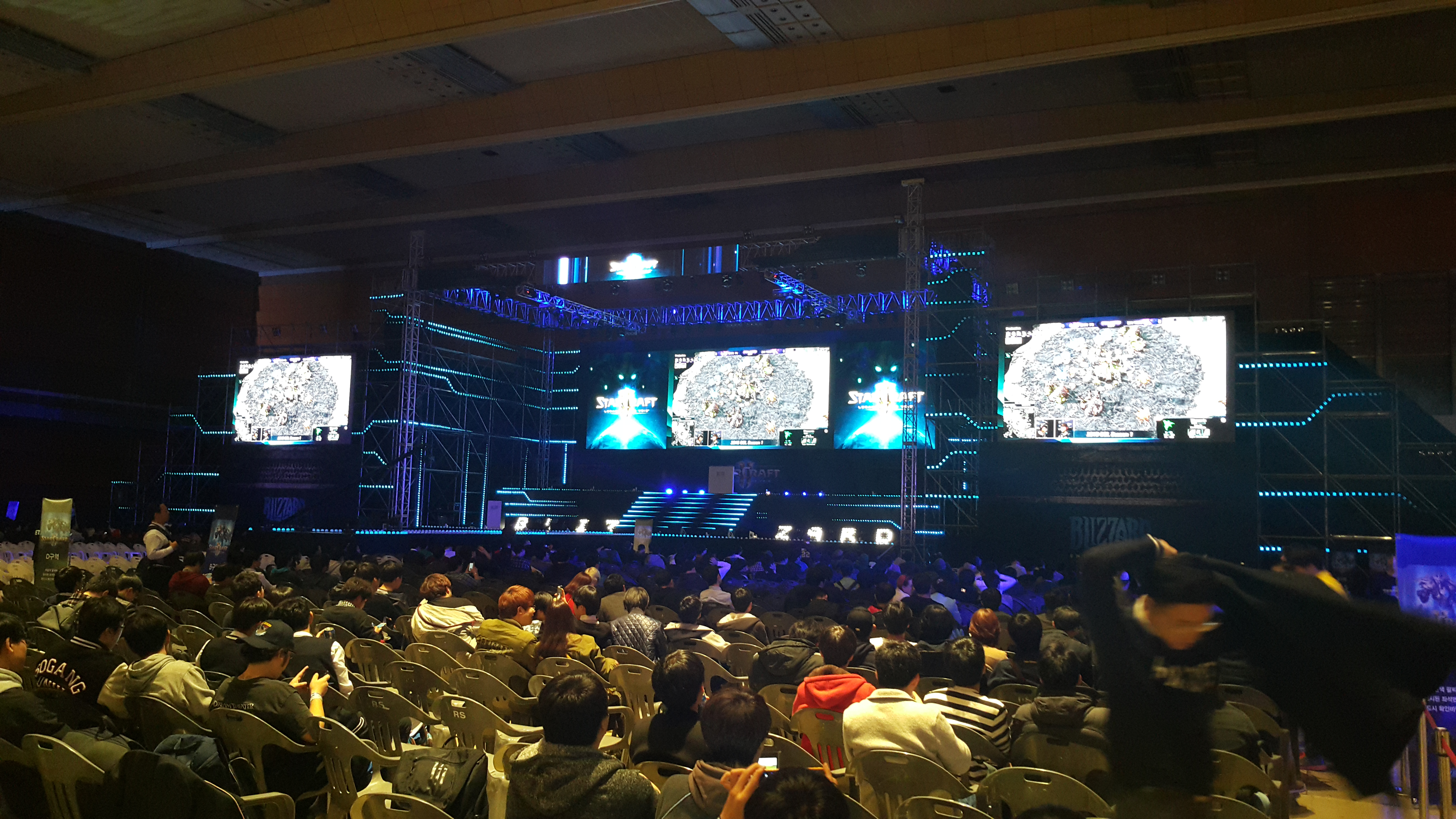
Wydarzenie zorganizowane z okazji premiery StarCraft II: Legacy of the Void, 9 listopada 2015.

6 listopada 2015 roku podczas ceremonii otwarcia BlizzCon 2015 CEO Blizzarda Michael Morhaime zaprezentował niemal 3-minutowy premierowy zwiastun o nazwie "Legacy". Z kolei na panelu o przyszłości StarCrafta II, w którym uczestniczyli główny producent Tim Morten, główny projektant Jason Huck, projektant multiplayera David Kim, projektant kampanii Matt Morris i scenarzystka Valerie Watrous, zapowiedziano pakiet misji StarCraft II: Nova Covert Ops oraz inne dodatki i zmiany w grze jednoosobowej i wieloosobowej. Na BlizzCon 2015 odbyła się również uroczystość otwierająca premierę Legacy of the Void, na której pojawiło się wielu przedstawicieli Blizzarda (m.in. CEO Mike Morhaime, Samwise Didier, Chris Sigaty czy Dustin Browder) oraz społeczności StarCraft II, w tym komentator Dan "Artosis" Stemkowski i Jonathan Burton z Carbot Animations. Grę wydano 10 listopada 2015 roku. Z tej okazji dzień wcześniej kanały TaKeTV i O’Gaming na platformie Twitch zrealizowały transmitowane na żywo show poświęcone premierze gry.

### Beta testy
7 listopada 2014 podczas BlizzConu rozpoczęto zapisy na beta testy gry, które początkowo przewidywano na pierwsza połowę 2015 roku. Na początku marca serwis „The Daily Dot” poinformował, że Blizzard rozesłał zaproszenia do zamkniętej bety wybranym organizacjom e-sportowym i serwisom informacyjnym. Z kolei anonimowe źródła twierdziły, że testy ruszą na przełomie marca i kwietnia 2015 roku. 18 marca Blizzard oficjalnie zapowiedział, że beta testy rozpoczną się dwa tygodnie później, ostatniego dnia marca i potrwają dłużej niż zazwyczaj (ponad 6 miesięcy). Dodano również, że testy rozpoczną się wcześniej niż zwykle w celu lepszego dopracowania gry.
31 marca 2015 oficjalnie rozpoczęto zamknięte beta testy Legacy of the Void (pierwsza faza) oraz opublikowano FAQ dotyczący testów. Tego samego dnia pojawił się również pierwszy patch oznaczony nr. 1.0. W pierwszej fazie testów zaproszenia otrzymały tylko wybrane konta na Battle.net, natomiast w kolejnym etapie bety klucze były rozsyłane partiami oraz była możliwość zdobycia ich poprzez akcje promocyjne Blizzarda, a także za pośrednictwem stron fanowskich. Pierwszymi, którzy otrzymali klucze byli posiadacze biletów (lub "wirtualnego biletu") na BlizzCon 2014 oraz uczestnicy finałów World Championship Series 2014. W testach mogli uczestniczyć również użytkownicy komputerów Mac. Beta była dostępna we wszystkich regionach świata poza Chinami.
15 maja 2015 menadżer społeczności Zoevia zapowiedziała, że możliwość zaproszenia znajomych do bety będzie miała miejsce w późniejszym czasie, podczas pierwszych planowanych fal zaproszeń. 20 sierpnia 2015 roku w ramach patcha 2.2.5 wprowadzono do bety funkcję zautomatyzowanych turniejów. 6 października 2015 65 losowo wybranych zwycięzców automatycznych turniejów otrzymywało "wirtualne bilety" na BlizzCon 2015. Beta testy Legacy of the Void zakończyły się 2 listopada 2015 roku. W czasie trwania testów wydano łącznie 7 łatek i 11 pomniejszych aktualizacji balansu.

### Rozwój i wsparcie dla gry po premierze
Na BlizzCon 2015 podczas panelu "Przyszłość StarCrafta" nakreślono przyszłość trylogii po wydaniu Legacy of the Void. Twórca gry zaplanował wydawanie nowych treści w formie pakietów misji, nowych misji kooperacyjnych, nowych dowódców itp., z których część będzie darmowa, a część płatna. Zapowiedziano również więcej skórek dla jednostek oraz pakiety głosowe zastępujące dotychczasowych doradców w grze. Wśród nowości przewidziano również zmiany w grze wieloosobowej, w tym reorganizacja drabinki czy połączenie ligi mistrzowskiej z arcymistrzowską. Główną nowością była jednak zapowiedź dodatkowych pakietów misji. Pierwszy z nich nosi nazwę Covert Ops Nova i składa się z 3 epizodów po 3 misje, koncentrujących się wokół postaci Novy. Pierwsza paczka była przewidywana docelowo przed 19 czerwca, a całość przed 1 grudnia 2016 roku. 12 grudnia 2015 ruszyła przedsprzedaż Tajnych operacji Novy.
15 grudnia 2015 roku w ramach aktualizacji 3.1.0 do gry w trybie współpracy dodano nowego dowódcę, Karaxa. Ponadto udostępniono możliwość rozgrywania meczów przeciwko SI w "Trybie Archonta". 30 marca 2016 roku deweloper opublikował aktualizację 3.2.0, która wprowadziła do gry pierwszy pakiet misji Tajnych Operacji Novy, opowiadający o Novie, wplątanej w działania grupy separatystów zwanych "Obrońcami Ludzkości". Ponadto poprawiono proces aktualizacji gry.
W połowie maja 2016 roku wraz z aktualizacją 3.3.0 do gry w trybie współpracy dodano nowego dowódcę, Abatura oraz modyfikator „mutatory” i poziomy mistrzowskie. Ponadto rozszerzono funkcjonalność okna informacyjnego, dodano emotikony na chacie i niestandardowe kolory sojusznicze. 12 lipca wraz z aktualizacją 3.4.0 przeprowadzono gruntowne zmiany w rankingu StarCrafta II, w skład których weszły m.in. poziomy lig i rangi, ranking pretendentów, zmiany w punktach bonusowych, a także wprowadzono nowe odznaki wojenne mające wyróżnić graczy. Stworzono również nową zakładką rankingową na ekranie wyników. 2 sierpnia 2016 wraz z aktualizacją 3.5.0 wydano drugi pakiet misji Tajnych Operacji Novy.
14 września 2016 wydano aktualizację 3.6.0, która wprowadziła do trybu współpracy nowego dowódcę, Alaraka i wyzwania mutatorowe. Ponadto dodano nowy system dobierania graczy do testów. Z kolei 19 października wraz z aktualizacją 3.7.0 misji w trybie współpracy dodano nowego dowódcę, Novę, a na głównym pasku nawigacji pojawiła się zakładka "Kolekcja", gdzie znajdują się wszystkie elementy kolekcjonerskie w grze (skórki, komentatorzy, portrety itp.). Ponadto wprowadzono usprawnienia i zmiany w rankingu StarCrafta II.
Podczas BlizzCon 2016 zapowiedziano wprowadzenie do gry ostatniej części Tajnych Operacji Novy, nowości (dowódcy Stukova) w trybie współpracy. Jednak główną nowością ma być tzw. „Gwiezdna Skarbnica” (potem nazwane jako "Łupy Wojenne"), czyli wirtualna mapa skarbów, do której gracze mogą wykupić dostęp. Otrzymają wtedy możliwość zdobycia nowej zawartości w grze poprzez rozgrywanie ulubionego trybu w StarCrafcie II. Ponadto będzie ona wspierała rozgrywki World Championship Series. Zapowiedziano również zmiany w trybie wieloosobowym, które obejmą całkowite przeprojektowanie kilku jednostek oraz liczne zmiany balansu każdej z ras.
23 listopada wraz z aktualizacją 3.8.0 dodano do gry ostatni pakiet Tajnych operacji Novy. W połowie grudnia 2016 (aktualizacja 3.9.0) wprowadzono dowódcę Stukova, natomiast 1 maja 2017 (aktualizacja 3.13.0) dodano dowódcę Fenixa do trybu współpracy oraz funkcję przewijania powtórek.
Wraz z aktualizacją 3.16.0 do gry zostało wprowadzone po raz pierwszy wydarzenie sezonowe o nazwie „Łup Wojenny”, pozwalające zdobyć nagrody poprzez zbieranie punktów doświadczenia podczas gry. 25% zysków ze sprzedaży Łupu Wojennego zasili pulę nagród WCS i obejmie operacje e-sportowe związane ze StarCraftem II. W aktualizacji 3.17.0 dodano dowódcę Dehakę do misji kooperacyjnych. 9 października 2017 wydano aktualizację 3.19.0, która wprowadziła przeprojektowany interfejs "Salonu Gier" i "Gier dowolnych", w wyniku czego obie zakładki zostały połączone oraz wprowadzono wiele pomniejszych zmian, w tym przypinanie map i prawidłowe wyświetlanie w rozdzielczości 16:9.

### PrzejścieStarCraft IIna free-to-play
3 listopada 2017 podczas BlizzCon 2017 zapowiedziano, że StarCraft II stanie się grą free-to-play, w wyniku czego część elementów gry będzie dostępna za darmo dla wszystkich graczy. Wśród nich znalazły się kampania Wings of Liberty, tryb wieloosobowy i dowódcy w trybie współpracy do 5 poziomu (z wyjątkiem trzech podstawowych). Dodatkowo ujednolicono nazwę gry, StarCraft II: Legacy of the Void przemianowano na StarCraft II, która od tej pory będzie używana zwyczajowo. Ponadto ogłoszono zmiany w balansie w trybie wieloosobowym, udostępnienie "Łupu Wojennego II" oraz nowości w trybie współpracy. 14 listopada 2017 (w ramach aktualizacji 4.0.0) StarCraft II stał się grą z bezpłatnym dostępem, z kolei na początku grudnia udostępniono aktualizację 4.1.0, która wprowadziła "Łup Wojenny II: Katowice 2018".
24 kwietnia 2018 roku wraz z aktualizacją 4.3.0 do Salonu Gier w StarCraft II wprowadzono tzw. "zawartość premium", gdzie można nabyć za opłatą stworzone od podstaw mapy i nowe tryby o wysokiej jakości, które powstały dzięki współpracy Blizzarda z popularnymi twórcami modów. Część zysków z ich sprzedaży trafia bezpośrednio do autorów. Na początku sierpnia 2018 udostępniono aktualizację 4.5.0, która wprowadziła "Łup Wojenny III: BlizzCon 2018". W aktualizacji 4.6.0 dodano dowódcę Tychusa do misji kooperacyjnych. 2 listopada 2018 podczas BlizzCon 2018 zapowiedziano m.in. wydanie czwartego "Łupu Wojennego", w którym po raz pierwszy znajdą się skórki budowli, nowego dowódcę w trybie kooperacyjnym, Zeratula oraz aktualizację balansu w trybie wieloosobowym. 18 grudnia 2018 wydano aktualizację 4.8.0, wprowadzającą wydarzenie "Łup Wojenny IV: Katowice 2019", który premierę miał dwa dni później.
W aktualizacji 4.9.0 dodano dowódcę Stetmanna do misji kooperacyjnych. 13 sierpnia 2019 udostępniono aktualizację 4.10.0, wprowadzającą wydarzenie "Łup Wojenny V: BlizzCon 2019", który premierę miał dwa dni później. W aktualizacji 4.11.0 dodano kolejnego dowódcę Arcturusa Mengska do trybu współpracy.
9 czerwca 2020 wydano aktualizację, w której udostępnioiono wydarzenie „Łup Wojenny VI”, który miał premierą dwa dni później. Następnie 27 lipca 2020 (aktualizacja 5.0.0) z okazji 10-lecia StarCraft II gra otrzymała nowe funkcje, w tym: niestandardowe kampanie tworzone przez graczy, nowe osiągnięcia dla wszystkich misji z kampanii (trylogii i pakietu misji), talenty prestiżowe dla dowódców w trybie współpracy, jak również szereg funkcji i poprawek edytora map oraz mniejsze usprawnienia rozgrywki. 15 października 2020 roku Blizzard zapowiedział zakończenie wsparcia dla StarCraft II w postaci płatnej zawartości (Łupy Wojenne czy nowi dowódcy do trybu współpracy). Wsparcie ograniczy się jedynie do kolejnych sezonów oraz poprawek błędów i balansu.

## Wydanie gry

### Wersje gry
W dniu 15 lipca 2015 roku rozpoczęto przedsprzedaż Legacy of the Void i ogłoszono, że gra będzie dostępna w trzech wersjach – standardowej (pudełkowej i cyfrowej), edycji cyfrowej deluxe i edycji kolekcjonerskiej. Każdy, kto zamówił przedpremierowo cyfrową wersję dodatku, zyskiwał natychmiastowo dostęp prologu „Whispers of Oblivion”. Edycja cyfrowa deluxe zawiera dodatkowo:
- Trzy portrety StarCraft II i skórki czyścicieli dla jednostki adepta i kolosa[298];
- Archonta, zwierzaka do World of Warcraft, rewers do kart Hearthstone inspirowany protosami oraz dodatki do Diablo III – próbnika[299] i protoski schemat transmogryfikacji;
- Poszukiwacza Otchłani, wierzchowca do Heroes of the Storm.

Z kolei w edycji kolekcjonerskiej – prócz gry – znajdują się takie dodatki, jak:
- „Podręcznik operacyjny” (ang. „StarCraft Field Manual”) w twardej oprawie, zawierający informacje na temat gry;
- DVD z filmami z gry i materiałami specjalnymi dotyczącymi produkcji gry;
- Oficjalny Soundtrack StarCraft II: Legacy of the Void;
- Postać Artanisa do Heroes of the Storm;
- Wszystkie elementy z cyfrowej wersji deluxe;

Od 15 maja 2015 roku można było składać zamówienia na cyfrową wersję StarCraft II: The Complete Collection, czyli pakiet zawierający całą trylogię StarCraft II. Jego premiera odbyła się 10 listopada 2015; jest dostępny w wersji standardowej i cyfrowej edycji deluxe. 10 listopada 2016 poprzednia edycja została wyparta przez nową wersję StarCraft II: Battle Chest, zawierającą całą trylogię wraz z dodatkami do trybu współpracy, dostępną w wersji standardowej/pudełkowej i cyfrowej edycji deluxe.
14 listopada 2017 StarCraft II przeszedł na model free-to-play, a dotychczasowa edycja StarCraft II: Battle Chest została zastąpiona edycją StarCraft II: Kolekcja kampanii, zawierającą wszystkie materiały występujące wcześniej w Battle Chest. Dostępna w wersji standardowej i cyfrowej edycji deluxe.

### Platformy
StarCraft II: Legacy of the Void został opracowany i równocześnie wydany dla systemu operacyjnego Microsoft Windows i Mac OS X.

### Wymagania systemowe
Poniżej znajdują się aktualne i szczegółowe wymagania systemowe gry StarCraft II: Legacy of the Void dla systemów operacyjnych Windows i Mac OS X.
| Minimalne: - Windows 7, 8, 8.1, 10 - Procesor Intel Core 2 Duo lub AMD Athlon 64 X2 5600+ - Karta graficzna 128 MB PCIe NVIDIA GeForce 7600 GT, ATI Radeon HD 2600 XT lub Intel HD Graphics 3000 (lub lepsza) - 30 GB wolnego miejsca na HDD - 2 GB RAM - DVD-ROM (dotyczy jedynie edycji pudełkowych) - Połączenie szerokopasmowe internetu - Monitor o rozdzielczości co najmniej 1024 × 768 Rekomendowane: - Windows 10 64-bit - Procesor Intel Core i5 lub AMD FX Series Processor (lub lepszy) - Karta Graficzna 512 MB NVIDIA GeForce GTX 650 lub AMD Radeon HD 7790 (lub lepsza) - 4 GB RAM | Minimalne: - Mac OS X 10.10 (najnowsza wersja) - Procesor Intel Core 2 Duo - Karta graficzna NVIDIA GeForce GT 330M lub ATI Radeon HD 4670 (lub lepsza) - 30 GB wolnego miejsca na HDD - 4 GB RAM - DVD-ROM (dotyczy jedynie edycji pudełkowych) - Połączenie szerokopasmowe internetu - Monitor o rozdzielczości co najmniej 1024 × 768 Rekomendowane: - macOS 10.12 (najnowsza wersja) - Procesor Intel Core i5 (lub lepszy) - Karta graficzna NVIDIA GeForce GTX 775M lub AMD Radeon R9 M290X (lub lepsza) - 8 GB RAM |

Połączenie internetowe nie jest wymagane do rozgrywki jednoosobowej, jednak jest wymagane do instalacji gry. 16 lutego 2017 Blizzard poinformował, że w październiku tegoż roku zakończy wsparcie dla systemów operacyjnych Windows XP i Windows Vista.

### Ścieżka dźwiękowa
StarCraft II: Legacy of the Void posiada nową ścieżkę dźwiękową, stworzoną przez Jasona Hayesa, Glenna Stafforda, Neala Acree i Mike'a Pattiego, która miała swoją premierę 10  listopada 2015. Pełny soundtrack z gry znalazł się na płycie CD w edycji kolekcjonerskiej i składa się z 21 utworów, trwających łącznie 58:06 minut. Ścieżkę dźwiękową można też zakupić na stronie iTunes w formacie m4a. Z kolei jeszcze przed premierą w 2015 roku nominowana przez Hollywood Music in Media Awards do nagrody w kategorii "Original Score – Video Game".
| Nr  | Tytuł utworu           | Długość |
| --- | ---------------------- | ------- |
| 1.  | „The Stars Our Home”   | 3:46    |
| 2.  | „Khala's End”          | 3:07    |
| 3.  | „Valor My Shield”      | 3:03    |
| 4.  | „Oblivion Awaits”      | 2:04    |
| 5.  | „Attack on Korhal”     | 1:39    |
| 6.  | „The Keystone”         | 2:14    |
| 7.  | „We Stand Ready”       | 3:08    |
| 8.  | „The Fall of Shakuras” | 2:23    |
| 9.  | „Blades of Justice”    | 3:12    |
| 10. | „Last Stand”           | 2:54    |
| 11. | „The Preserver”        | 1:52    |
| 12. | „My Path Is Set”       | 3:18    |
| 13. | „The Golden Armada”    | 2:24    |
| 14. | „The Dark Voice”       | 3:27    |
| 15. | „Unity”                | 3:08    |
| 16. | „Honor Guide Me”       | 3:58    |
| 17. | „Second Chances”       | 1:37    |
| 18. | „The Firstborn”        | 3:44    |
| 19. | „The Spear of Adun”    | 1:47    |
| 20. | „Holding Up the Sky”   | 3:05    |
| 21. | „My Life for Aiur”     | 2:16    |
|     |                        | 58:06   |

## Odbiór gry

### Sprzedaż
13 listopada 2015 roku Blizzard Entertainment poinformował za pośrednictwem serwisu Twitter, że sprzedano ponad 1 milion egzemplarzy Legacy of the Void w ciągu pierwszego dnia od premiery. W kwietniu 2016 stowarzyszenie Entertainment Software Association podało, że dodatek znalazł się na 5. miejscu wśród dwudziestu najlepiej sprzedających się gier komputerowych w 2015 roku.
Według organizacji VGChartz sprzedaż Legacy of the Void wyniosła tylko 570 tys. egzemplarzy, w tym 230 tys. w Ameryce Północnej, 300 tys. w Europie oraz 50 tys. w pozostałych krajach. Z kolei Statistic Brain podaje, że seria StarCraft II odnotowała łączną sprzedaż 8,6 mln egzemplarzy gry, co przełożyło się 542,5 mln dolarów przychodu.

### Strony agregujące recenzje
Od momentu wydania, StarCraft II: Legacy of the Void spotkał się z uznaniem krytyków, zdobywając zagregowany wynik 88/100 na Metacritic (w oparciu o 62 recenzje) oraz 87,49% na GameRankings (w oparciu o 34 recenzje). Z kolei na OpenCritic gra otrzymała wynik 87/100 (w oparciu o 49 recenzji).

### Recenzje
Serwis Softpedia stwierdził, że "StarCraft II zasługuje na swoje miejsce jako jedno z najbardziej wpływowych wydań w ciągu ostatnich pięciu lat, a rozdział skoncentrowany na protosach dostarczy stosowny koniec swojej podstawowej narracji podczas otwierania się na grę wieloosobową na ciekawe sposoby".

### Nagrody
| Rok  | Przyznający nagrodę             | Kategoria                                                                                    | Wynik     | Źr.     |
| ---- | ------------------------------- | -------------------------------------------------------------------------------------------- | --------- | ------- |
| 2015 | Hollywood Music in Media Awards | Original Score – Video Game (Jason Hayes, Neal Acree, Mike Patti, Glenn Stafford)            | Nominacja | [ 312 ] |
| 2015 | Hollywood Music in Media Awards | Song/Score – Trailer (Neal Acree)                                                            | Nominacja | [ 312 ] |
| 2015 | Global Game Awards              | Best Strategy                                                                                | Wygrana   | [ 344 ] |
| 2015 | Global Game Awards              | Best PC Exclusive                                                                            | Wygrana   | [ 345 ] |
| 2015 | Metacritic                      | Best PC Game of 2015 (#8)                                                                    | –         | [ 346 ] |
| 2015 | Metacritic                      | Most Discussed PC Game of 2015 (#19)                                                         | –         | [ 347 ] |
| 2015 | Metacritic                      | Most Shared PC Game of 2015 (#3)                                                             | –         | [ 348 ] |
| 2015 | The Lazygamer Awards            | Best Strategy Game                                                                           | Wygrana   | [ 349 ] |
| 2015 | The Lazygamer Awards            | Best PC Game                                                                                 | Nominacja | [ 350 ] |
| 2015 | Gamereactor                     | Game of the Year – Online Multiplayer                                                        | Nominacja | [ 351 ] |
| 2015 | IGN                             | Best Strategy/Tactics Game                                                                   | Nominacja | [ 352 ] |
| 2015 | Techly’s Video Games Awards     | Game of the Year                                                                             | Nominacja | [ 353 ] |
| 2015 | Gamezilla                       | Najlepsza Strategia                                                                          | Wygrana   | [ 354 ] |
| 2015 | WCCFtech’s Game Awards          | Best Strategy/Sim Game                                                                       | Nominacja | [ 355 ] |
| 2016 | Golden Joystick Awards          | Competitive Game of the Year                                                                 | Nominacja | [ 356 ] |
| 2016 | D.I.C.E. Awards                 | Outstanding Achievement in Original Music Composition                                        | Nominacja | [ 357 ] |
| 2016 | Golden Reel Awards              | Best Sound Editing – Computer Interactive Entertainment (Paul Menichini – "Unity" Cinematic) | Nominacja | [ 358 ] |
| 2016 | GameStar's Highest Rated        | Best Strategy Game 2015/2016                                                                 | Wygrana   | [ 359 ] |

## Profesjonalne współzawodnictwo
W dniach 26–28 czerwca odbył się Red Bull Battle Grounds: Toronto 2015, pierwszy profesjonalny turniej (pierwsze kwalifikacje do wielkiego finału) w betę Legacy of the Void z użyciem nowego trybu gry o nazwie "Tryb Archonta", gdzie dwóch graczy kontroluje jedną rasę. Pula nagród wynosiła 5000 dolarów. Zwycięstwo odniósł koreańsko-kanadyjski duet Kim "viOLet" Dong Hwan i Maru "MaSa" Kim pokonując 3:0 Kanadyjczyków, Chris "HuK" Lorangera i Sashę "Scarlett" Hostyn. Trzecie miejsce zajęli Marc-Olivier "desRow" Proulx i Johan "NaNiwa" Lucchesi.
Z kolei pod koniec września 2015 roku zapowiedziano rozgrywki DreamHack ROCCAT LotV Championship (początkowo DreamHack Winter 2015), pierwszą ważną (premier) imprezę e-sportową, na której zawodnicy grali w trzecią część trylogii StarCrafta II. Odbyła się ona w dniach 26–29 listopada 2015 w szwedzkim Jönköping, a pula nagród wyniosła 50,000 dolarów (w tym 20,000 dla zwycięzcy). Udział w niej wzięło 26 graczy, w tym pięciu zaproszonych i maksymalnie czterech graczy koreańskich. Turniej wygrał Koreańczyk Kang "Solar" Min Soo pokonując swojego rodaka Wona "PartinGa" Lee Saka 4:3. Trzecie miejsce zajął Francuski gracz Sébastien "FireCake" Lebbe. W rozgrywkach brało również udział dwóch Polaków: Artur "Nerchio" Bloch (Team Acer) i Mikołaj "Elazer" Ogonowski (Team Extreme Supremacy). "Nerchio" zajął ostatecznie #6 miejsce (2,000$), a "Elazer" #11 miejsce (1,250$).
29 października 2015 zapowiedziano 12. edycję HomeStory Cup, która odbyła się w dniach 17–20 grudnia tegoż roku w niemieckim Krefeld. Pula nagród wynosiła 25,000 dolarów, z czego 10,000 przypadnło dla zwycięzcy. W rozgrywkach wzięło udział 32 graczy, w tym czterech Polaków. Turniej wygrał Koreańczyk Mun "MMA" Seong Won, który pokonał 4:1 francuskiego gracza Sébastiena "FireCake" Lebbe'a. Trzecie miejsce zajął Polak Mikołaj "Elazer" Ogonowski, który zdobył 2,500 dolarów. Pozostali polscy gracze zajęli odpowiednio: #6 miejsce (875$) "Nerchio", #15 miejsce "MaNa" i #19 miejsce "Guru".
21 grudnia 2015 Blizzard ogłosił StarCraft II World Championship Series 2016 oraz zapowiedział zmiany, jakie zajdą w tym turnieju. Rozgrywki zostaną podzielone na WCS Korea dla graczy biorących udział w rozgrywkach GSL i SSL oraz WCS Circuit dla graczy z innych regionów, biorących udział w turniejach rozgrywanych na całym świecie. Z kolei pula nagród w finałach wyniesie tym razem 500,000 dolarów, w tym 200,000$ dla zwycięzcy i 100,000$ za drugie miejsce.
28 grudnia 2015 zapowiedziano rozgrywki DreamHack Open Leipzig 2016, który odbyły się w dniach 22–24 stycznia tegoż roku w Lipsku w Niemczech. Był to pierwszy turniej z serii DreamHack Open 2016. Pula nagród wynosiła 50,000 dolarów, z czego 16,000 przypadło dla zwycięzcy. W rozgrywkach wzięło udział 96 graczy, w tym czterech Polaków. Turniej wygrał francuski gracz Théo "PtitDrogo" Freydière pokonując 4:1 Ukraińca Aleksandra "Bly" Svusuyka. Trzecie miejsce zajął Holender Marc "uThermal" Schlappi.
W połowie grudnia 2015 ogłoszono, że pierwszy oficjalny turniej – o nazwie WCS Winter Circuit Championship – w ramach rozgrywek WCS 2016 odbędzie się podczas finałów Intel Extreme Masters World Championship w Katowicach w dniach 3–7 marca 2016 roku. Pula nagród wyniosła łącznie 150,000 dolarów (w tym 35,000 dla zwycięzcy). W rozgrywkach wzięło udział 32 graczy. Turniej wygrał Koreańczyk Choi "Polt" Seong Hun pokonując 4:2 norweskiego gracza Jensa "Snute" Aasgaarda. Trzecie miejsce zajął Polak Artur "Nerchio" Bloch, zgarniając 10,000 dolarów nagrody.
Na początku lutego 2016 zapowiedziano turniej Gold Series International 2016, który odbył się w dniach 21–26 marca w Szanghaju, Chiny. W rozgrywkach brało udział 16 zawodników, a pula nagród wynosiła 50,000 dolarów, w tym 16,000 dla zwycięzcy. Zwycięzcą turnieju został Holender Kevin "Harstem" de Koning, który pokonał 4:1 Norwega Jensa "Snute" Aasgaarda. Na trzecim miejscu uplasował się Francuz Théo "PtitDrogo" Freydière.